# متحف الفنون الجميلة في بودابست

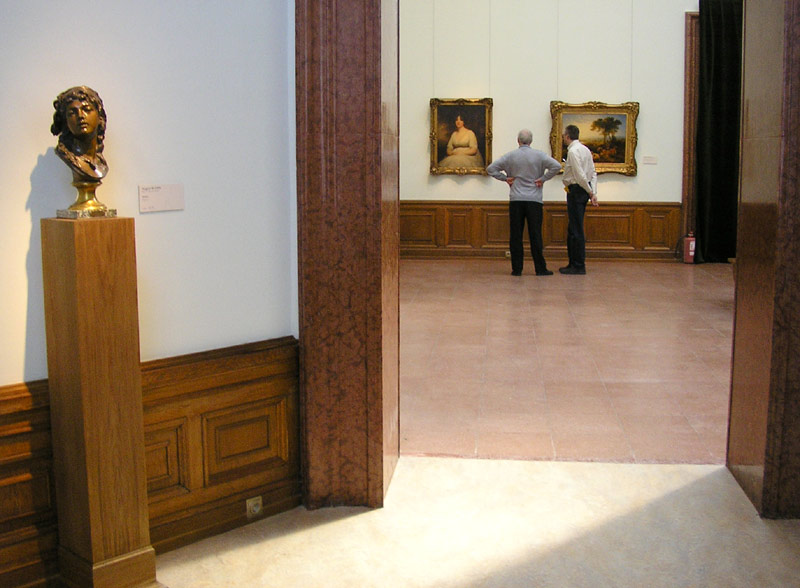
معرض اللوحات القديمة

متحف الفنون الجميلة في بودابست (بالمجرية: Szépművészeti Múzeum)‏ هو متحف في ميدان الأبطال، بودابست، المجر، مقابل قصر الفن. تم بناؤه من قبل مخططات ألبرت شيكيدانز وفولوب هيرزوغ بأسلوب انتقائي - كلاسيكي جديد، بين عامي 1900 و1906. تتكون مجموعة المتحف من الفن العالمي (غير المجري)، بما في ذلك جميع فترات الفن الأوروبي، وتضم أكثر من 100000 قطعة. تتكون المجموعة من إضافات قديمة مثل تلك الموجودة في قلعة بودا وعقارات إيسترشازي وزيشي، بالإضافة إلى تبرعات من هواة جمع العملات الفردية. تتكون مجموعة المتحف من ستة أقسام: المصرية، العتيقة، معرض النحت القديم، معرض اللوحات الرئيسية القديمة، المجموعة الحديثة، مجموعة الرسومات. احتفلت المؤسسة بالذكرى المئوية لتأسيسها في عام 2006.

## المجموعة والمعارض

### الفن المصري القديم
يحتوي المعرض على ثاني أكبر مجموعة فنية مصرية في وسط أوروبا. وهي تتألف من عدد من المجموعات التي اشتراها عالم المصريات المجري، إدوارد ماهلر، في ثلاثينيات القرن الماضي. أدت الحفريات اللاحقة في مصر إلى توسيع المجموعة. بعض القطع الأكثر إثارة للاهتمام هي توابيت مومياء مرسومة.

### الآثار الكلاسيكية
يتكون جوهر المجموعة من قطع تم الحصول عليها من بول أرندت، وهو كلاسيكي من ميونيخ. يشتمل المعرض بشكل أساسي على أعمال من اليونان القديمة وروما. الأهم هو تمثال رخامي من القرن الثالث يسمى راقصة بودابست. مجموعة سيفرين ومايكنين جديرة بالملاحظة أيضًا، وكذلك السيراميك والبرونز.

### اللوحات الرئيسية القديمة (من القرن الثالث عشر إلى القرن الثامن عشر)
تقدم اللوحات البالغ عددها 3000 في المجموعة مسحًا شبه متواصل لتطور الرسم الأوروبي من القرن الثالث عشر إلى أواخر القرن الثامن عشر. يتكون جوهر المجموعة من 700 لوحة تم الحصول عليها من ملكية إيسترهازي. المجموعة مقسمة إلى فنون إيطالية وألمانية وهولندية وفلمنكية وفرنسية وإنجليزية وإسبانية. وتشمل معظم الأعمال المهمة ماسو دي بانكو "التتويج الصورة من العذراء، ساسيتا الصورة القديس توما الأكويني في الصلاة، دومينيكو غرلندايو الصورة سانت ستيفن الشهيد، برناردو بيلوتو الصورة في ساحة ديلا احكم في فلورنسا، غير اليهود بيليني صورة الصورة من كاترينا كورنارو، جورجونيه الصورة صورة لشاب، رافائيل الصورة استرهازي مادونا، جامباتيستا بيتوني الصورة سانت اليزابيث توزيع الزكاة، ثلاثة أعمال كورادو جياكينتو، رمزية من الطلاء، الملاك أنوسيانت وموسى تلقي القوانين، أنطونيو دا كوريدجو الصورة مادونا وطفل مع الملاك، ثلاثة أعمال سيباستيانو ديل بيومبو، برونزينو الصورة العشق من الرعاة وكذلك له فينوس، كيوبيد والغيرة، رومانينو الصورة دوجي أغوستينو بارباريغو تسليم لافتة إلى نيكولو أورسيني، تيتيان صورة الصورة للحاكم ماركانطونيو تريفيساني، عشاء تينتوريتو في إمُّوس، سانت جيمس الأكبر في Tiepolo في معركة كلافيجو، صورة دورر لرجل شاب، صورة برنارد فان أورلي للإمبراطور تشارلز الخامس، ثمانية الصور عن طريق لوكاس كراناتش والمسنين، بيتر بروغل الأكبر الصورة القديس يوحنا المعمدان دعوة، روبنز الصورة سكيفوالا قبل بورسانا، موريللو الصورة المسيح الطفل توزيع الخبز إلى الحجاج، مآرتين فان هيمسكرك الصورة الرثاء، وهما صورا ممتازة فرانس هالس، ومجموعة قوية بشكل خاص من أعمال أساتذة إسبان بما في ذلك إل غريكو ودييغو فيلاثكيث وفرانثيسكو غويا.

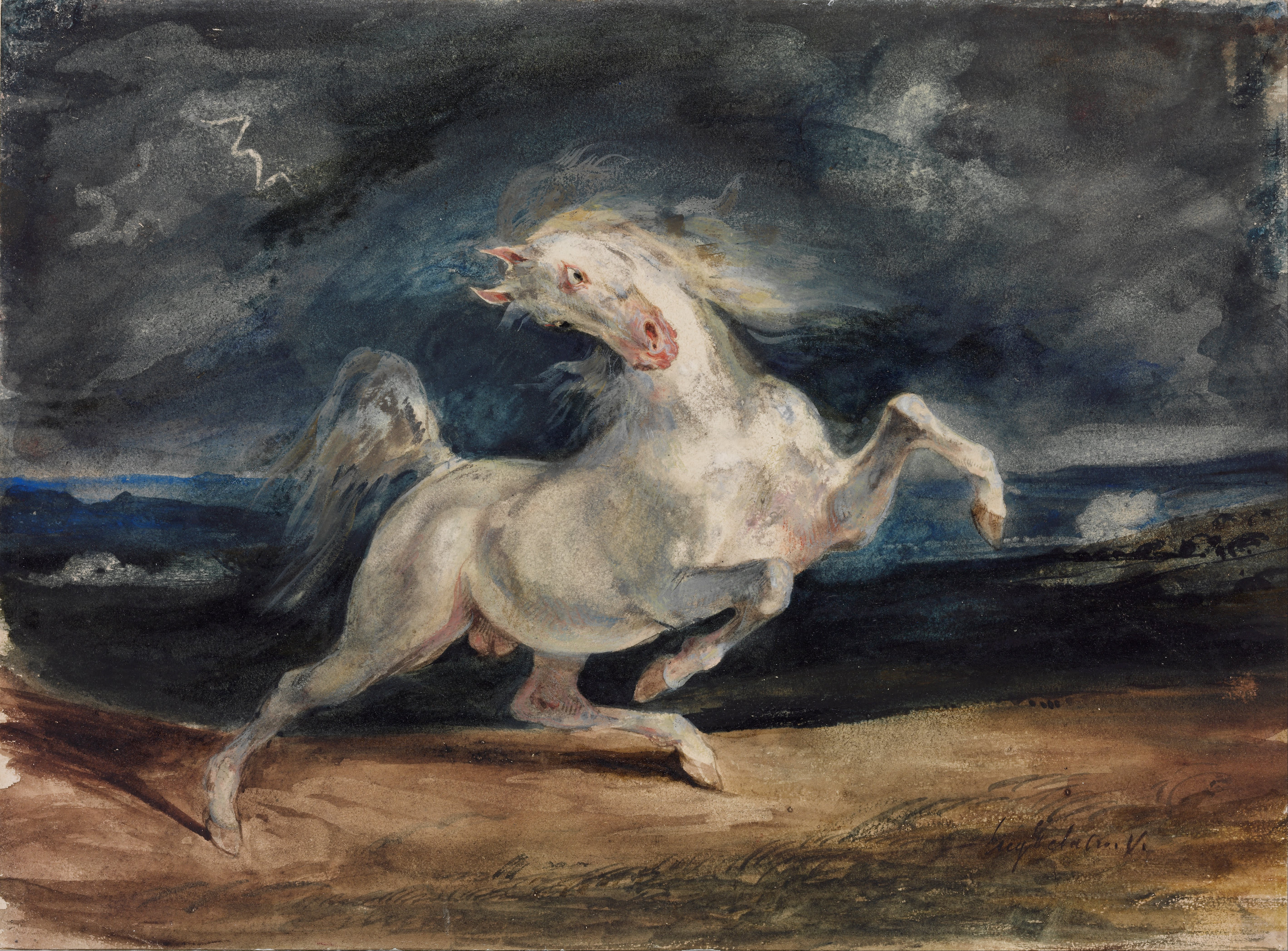
حصان خائف من عاصفة رعدية، يوجين ديلاكروا، 1824

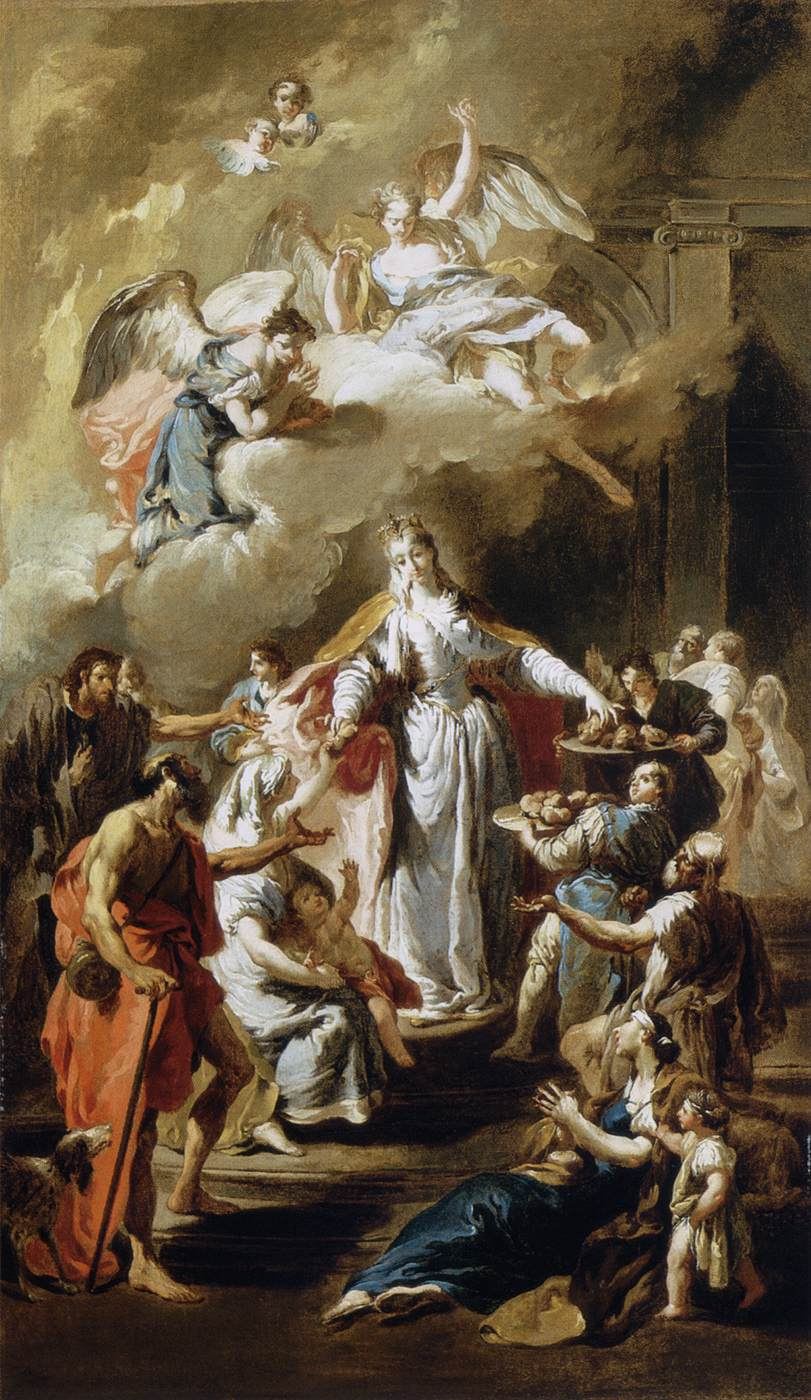
القديسة إليزابيث توزع الصدقات بواسطة جيامباتيستا بيتوني 1734

### النحت القديم
القسم الرئيسي للمجموعة مخصص لقطع من العصور الوسطى حتى القرن السابع عشر. كان يعتمد على المجموعة الإيطالية من مجموعات كارولي بولسكي وإيستيفان فارنزي البرونزية. من هذا الأخير جاء أحد أكثر الأعمال قيمة، وهو الفروسية الصغير ليوناردو دافنشي. يوجد عدد من المنحوتات الخشبية المطلية في القسم الألماني والنمساوي.

#### الرسومات والمطبوعات
تعرض المجموعة معارض دورية مختارة لمجموعتها المكونة من 10000 رسم و 100000 مطبوعة نشأت بشكل رئيسي من مقتنيات إيسترهازي وإيستيفان ديلهاس وبال ماجوفسكي. يتم تمثيل جميع فترات فن الجرافيك الأوروبي. تشمل القطع المهمة دراستين قام بهما ليوناردو دافنشي لمعركة أنغياري، و 15 رسمة لرامبرانت، و 200 قطعة لغويا، ورسومات مائية فرنسية.

#### الفن بعد عام 1800

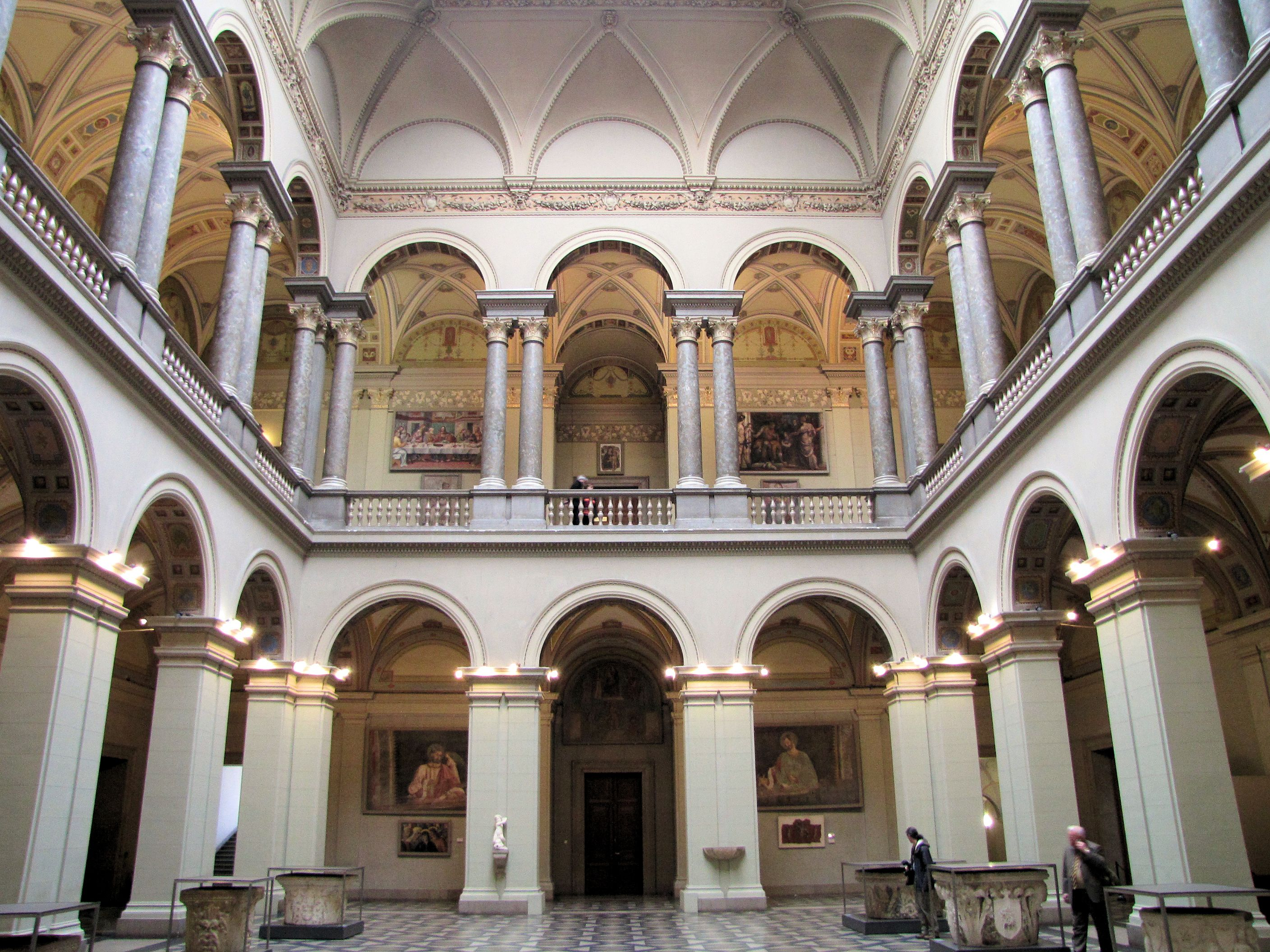
إحدى قاعات المتحف

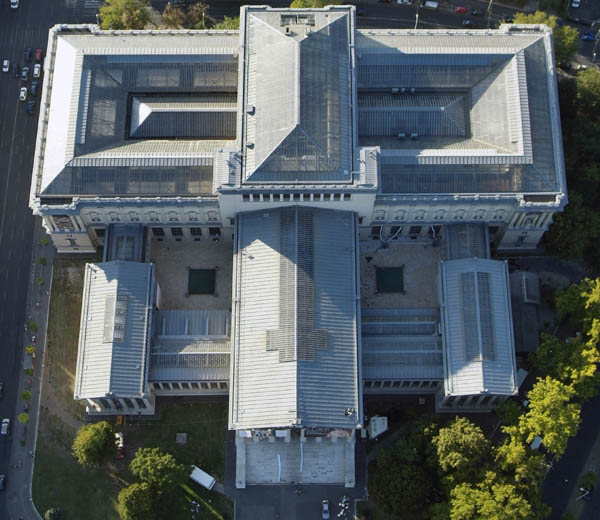
التصوير الجوي

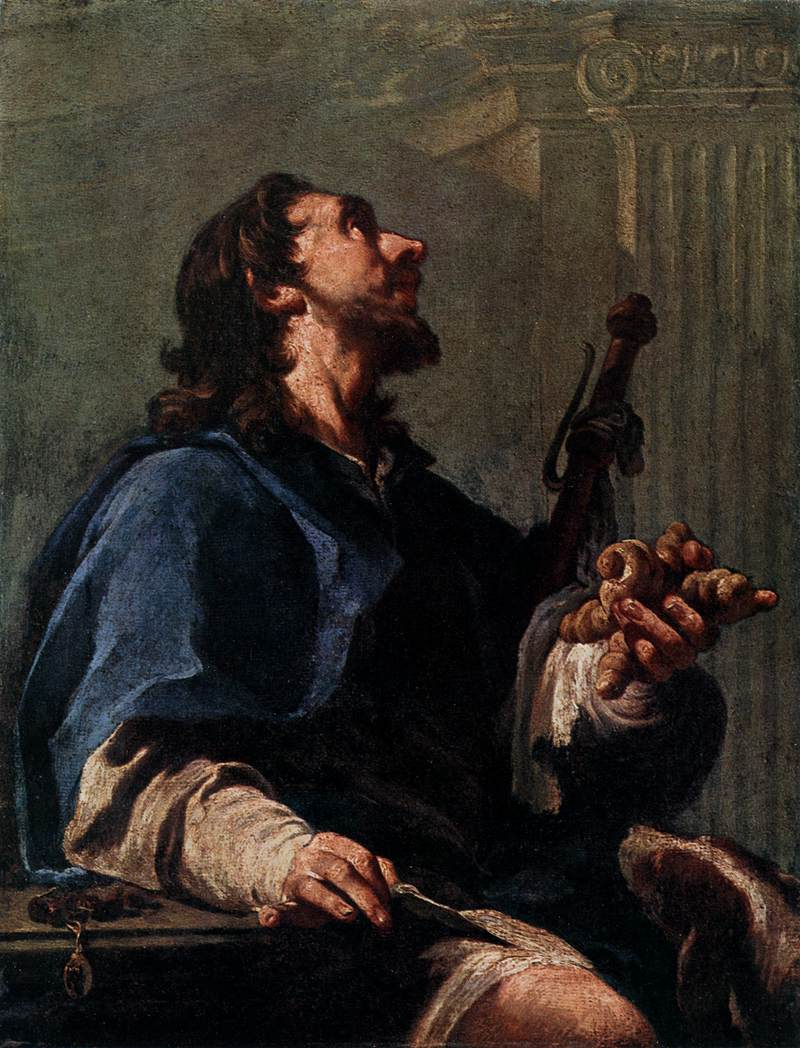
جيامباتيستا بيتوني سانت روش (1727)، ألوان زيتية على قماش، 42 × 32

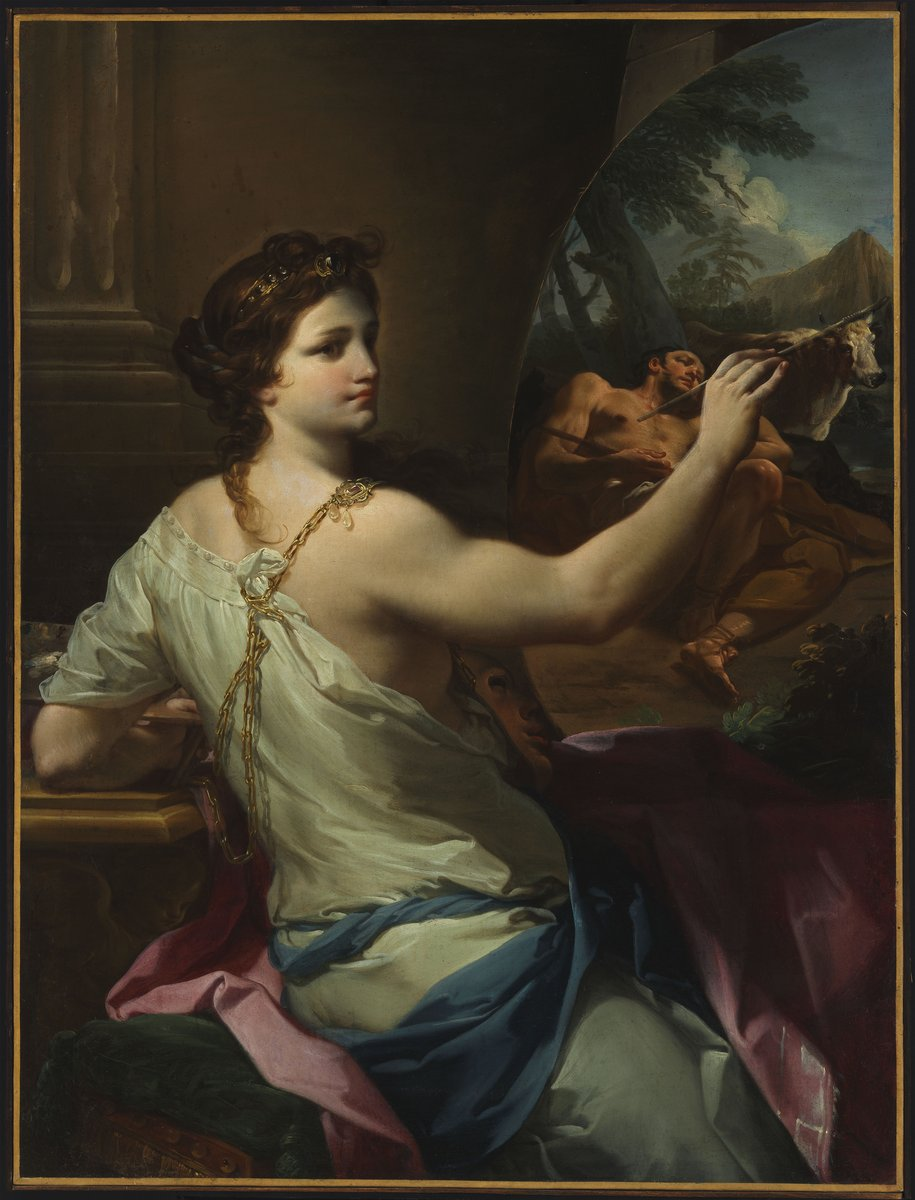
Corrado Giaquinto Allegory of Painting (1750)، زيت على قماش، 98 × 74

تعتبر مجموعة المتحف للفنون في القرنين التاسع عشر والعشرين أقل أهمية من تلك الموجودة في الأقسام الأخرى؛ إنها مجموعة أصغر سنا. الجزء الأكبر من اللوحة من فترة بيدرمير والفن الفرنسي. من هؤلاء الأخيرون ممثلون عن الفترة الرومانسية (يوجين ديلاكروا)، ومدرسة باربيزون (جان بابتيست-كميل كورو، وغوستاف كوربيه) والانطباعية (إدوارد مانيه، وكلود مونيه، وكاميل بيسارو، وبيير أوغست رينوار، وهنري دي تولوز-لوتريك.). هناك مجموعة كبيرة من المنحوتات لأوغست رودان وكونستانتين مونييه.

## متحف فاسارلي
تبرع الفنان المجري، فيكتور فاساريلي، بمجموعة كبيرة من أعماله للمعرض. وقد وجد هؤلاء منزلاً دائمًا خارج جدران المعرض في قصر زيشي في يودا. يُعرف جناح المبنى المكون من طابقين باسم متحف فاسارلي وهو الوحيد من نوعه في أوروبا الشرقية.

## مدراء المتحف
- 1906-1914 ارني كاميرر
- 1914-1935 إليك بتروفيكس
- 1935-1944 دينس كسانكي
- 1949–1952 إيمري أولتفاني
- 1952-1955 فيرينك ريدي
- 1956-1964 أندور بيغلر
- 1964–1984 كلارا جاراس
- 1984-1989 فيرينك ميريني
- 1989-2004 ميكلوس موجزر
- 2004- لازلو بان

## مشروع حي متحف بودابست
في عام 2008، اقترح مدير متحف الفنون الجميلة، لازلو بان، دمج متحفه مع المتحف الوطني المجري، بسبب المعرض المماثل والمجموعة الشخصية للإثنين. كلاهما (جنبًا إلى جنب مع متحف لودويج للفن المعاصر) يتخصصان في القرن العشرين والفنون الجميلة المعاصرة، والتي تم إنشاء الكثير منها من قبل فنانين مجريين يعيشون في الخارج. بعد رفض طلبه لإضافة 18 مليون يورو توسعة تحت الأرض لمتحف الفنون الجميلة، والتي كانت ستوحد المجموعات المنتشرة في جميع أنحاء المدينة، في فبراير 2011، قدم بان خطة بديلة للحكومة لبناء مبنيين جديدين بتكلفة 150 مليون يورو لقد تصور المباني الجديدة، أحدها يضم الفن الأوروبي المعاصر والآخر التصوير الهنغاري، على أنها "جزيرة متحف خاص"من شأنها أن تكمل متحف الفنون الجميلة وقاعة الفنون في بودابست من خلال الانضمام إلى المجموعتين بشكل دائم بحلول عام 2017.
في سبتمبر 2011، أعلنت وزيرة الدولة للثقافة جيزا زسوس رسمياً عن خطط لبناء هيكل جديد على طول أندراسي تي بالقرب من سيتي بارك بودابست وبالقرب من متحف بودابست فاين آرتس وبودابست آرت هال. سيضمُّ هذا المبنى مجموعات المعرض الوطني المجري الحالي. يُشار أيضًا إلى هذه الخطة الموسعة، التي ستستخدم الشارع بأكمله، باسم حي المتاحف في بودابست أو حي أندراسي.
في أوائل ديسمبر 2011، أطلق فيرينك كساك، مدير المعرض الوطني المجري منذ عام 2010، وانتقد الدمج المقترح للمعرض مع متحف الفنون الجميلة، عملية الدمج "[v] غير مهنية، ومناهضة للديمقراطية وقصر النظر وأعلن أنه سيستقيل نهاية 2011. اعتبارًا من 5 مارس 2012، مدير جديد لم يتم تسميته وكان المعرض الوطني المجري بقيادة نائب المدير العام، جيورجي سزوكس.

## روابط خارجية
- باللغة الإنجليزية موقع المتحف
- باللغة الإنجليزية معلومات عن المتحف في Museum.hu
- صور جوية للمتحف